# Makoto Katō
Makoto Katō (加藤真, Katō Makoto), né le 12 avril 1982 à Ōsaki (Miyagi), est un joueur japonais de basket-ball.

## Statistiques
| Année   | Équipe   | Matches | Titul. | Min./m. | %tir | %3pts | %l-f | rbds/m. | pass/m. | int/m. | ctr/m. | pts/m. |
| ------- | -------- | ------- | ------ | ------- | ---- | ----- | ---- | ------- | ------- | ------ | ------ | ------ |
| 2007-08 | Hokkaido | 35      |        | 14.9    | .400 | .302  | .083 | 1.1     | 0.7     | 0.2    | 0.1    | 2.2    |
| 2008-09 | Hokkaido | 28      |        | 5.1     | .414 | .091  | .500 | 0.6     | 0.1     | 0.1    | 0.0    | 1.0    |
| 2009-10 | Toyama   | 52      | 49     | 27.7    | .325 | .255  | .704 | 2.3     | 1.8     | 0.5    | 0.1    | 9.1    |
| 2010-11 | Toyama   | 42      | 37     | 28.0    | .261 | .204  | .683 | 2.6     | 1.3     | 0.5    | 0.1    | 5.1    |
| 2011-12 | Toyama   | 33      | 1      | 8.5     | .257 | .143  | .444 | 0.8     | 0.2     | 0.3    | 0.0    | 1.4    |
| 2012-13 | Akita    | 43      |        | 9.9     | .392 | .267  | .600 | 1.6     | 0.6     | 0.1    | 0.1    | 2.2    |
| Total   | Total    | 233     |        | 17.1    | .317 | .232  | .635 | 1.6     | 0.9     | 0.3    | 0.1    | 4.0    |

### Playoffs

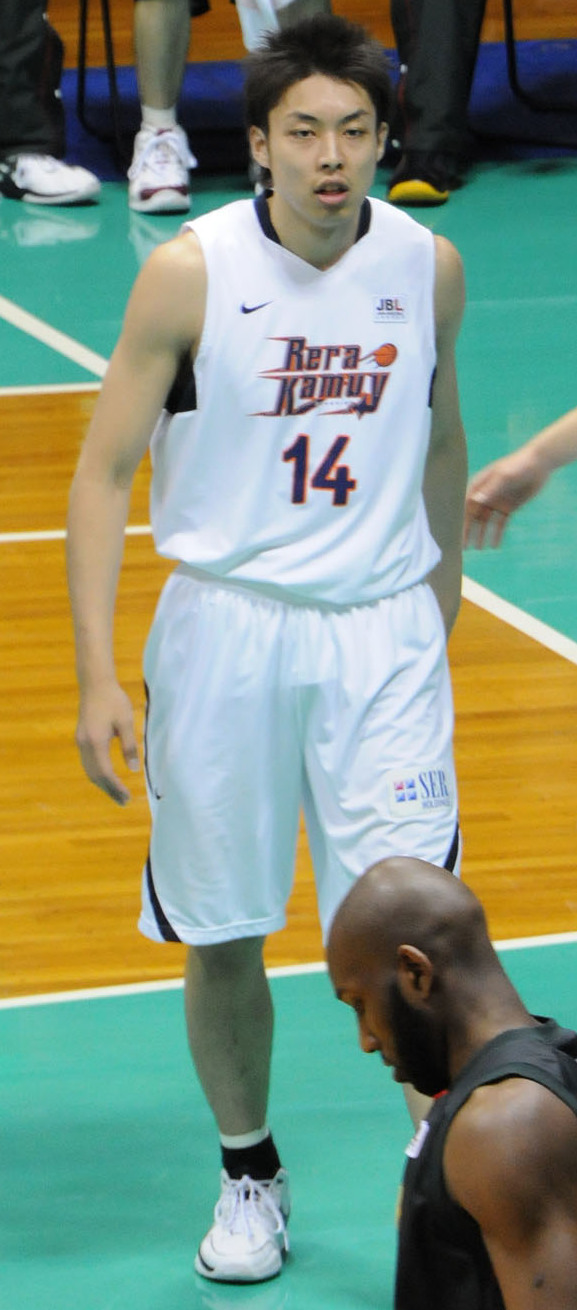
Makoto Kato

| Année   | Équipe | Matches | Titul. | Min./m. | %tir | %3pts | %l-f | rbds/m. | pass/m. | int/m. | ctr/m. | pts/m. |
| ------- | ------ | ------- | ------ | ------- | ---- | ----- | ---- | ------- | ------- | ------ | ------ | ------ |
| 2010-11 | Toyama | 2       |        | 36.5    | .385 | .250  | .500 | 3.0     | 2.0     | 1.5    | 0.0    | 8.0    |